# Climping
Climping lub Clymping – wieś i civil parish w Anglii, w hrabstwie West Sussex, w dystrykcie Arun. Leży 15 km na wschód od miasta Chichester i 84 km na południe od Londynu. W 2011 roku civil parish liczyła 771 mieszkańców. Climping jest wspomniana w Domesday Book (1086) jako Clepinges.